# Amara idaloana
Amara idaloana är en skalbaggsart som beskrevs av Thomas Casey. Amara idaloana ingår i släktet Amara och familjen jordlöpare. Inga underarter finns listade i Catalogue of Life.